# Harpactea sicula
Harpactea sicula là một loài nhện trong họ Dysderidae.
Loài này thuộc chi Harpactea. Harpactea sicula được miêu tả năm 1966 bởi Alicata.